# The Way Back (película)
The Way Back (en español El camino de regreso) es una película dramática estadounidense sobre deportes de 2020, dirigida por Gavin O'Connor y escrita por Brad Ingelsby. Protagonizada por Ben Affleck, Al Madrigal, Michaela Watkins y Janina Gavankar, muestra a un trabajador de la construcción alcohólico que es contratado como entrenador principal del equipo de baloncesto en la escuela secundaria donde alcanza la fama.
La película se estrenó en cines en Estados Unidos el 6 de marzo de 2020 por Warner Bros. Pictures. En respuesta a la pandemia de COVID-19, que causó el cierre de cines en todo el mundo, Warner Bros. puso la película en venta en formato digital el 24 de marzo de 2020. La película recibió comentarios generalmente positivos de los críticos, elogiando la actuación de Affleck. Sin embargo, la película sufrió en taquilla debido a la COVID-19, ya que solo estuvo en cines dos semanas.

## Argumento
Jack Cunningham es un soldador alcohólico que está separado de su mujer, Angela. Mientras cena en Acción de gracias con su familia, su hermana Beth le dice que están preocupados sobre sus hábitos de beber y aislamiento de amigos y familia. Al día siguiente, Jack recibe una llamada del Padre Devine de su antiguo instituto católico, Obispo Hayes, donde era un jugador estrella de baloncesto. Devine le ofrece ser el entrenador de baloncesto de la escuela, ya que el anterior entrenador ha sufrido un ataque al corazón. Jack es presentado al entrenador ayudante y profesor de álgebra Dan, así como a los miembros de equipo. Descubre que Obispo Hayes no ha ido al play off desde que él era estudiante, y que el interés estudiantil ha caído significativamente, dejando el equipo con justo seis jugadores universitarios. Entre estos jugadores está Brandon, el introvertido guardia de punto y el jugador con mas talento; y Marcus, el centro del equipo, quién daña al equipo con su actitud.
El equipo se enfrenta a Memorial, una escuela más grande con un equipo mucho mejor en el primer juego de Jack como entrenador. Arrastrándolos de manera significativa y frustrado por lo que percibe como una falta de esfuerzo, Jack sienta a Marcus y exige que el equipo juegue con más dureza. Sin embargo, el Obispo Hayes pierde por bastante.
Después de un juego una noche, Jack se encuentra con Brandon caminando solo y le ofrece un paseo a casa. Brandon revela que su madre está muerta y que su padre no puede asistir a sus juegos mientras cuida a sus hermanos. Jack comienza a instituir cambios estratégicos en el equipo, adoptando una defensa de prensa plena y un enfoque en condicionamiento para compensar la relativa falta de tamaño y talento del equipo.
El equipo está inicialmente molesto por las prácticas más estrictas y la actitud agresiva de Jack, pero pronto crece respetándolo. Cuando Marcus llega tarde para el siguiente juego, Jack lo saca del equipo. Los cambios de Jack resultan en un juego cercano que finalmente gana Bishop Hayes. Jack anima a Brandon a desarrollar sus habilidades de liderazgo y a hacer que su voz se escuche, nombrándolo finalmente capitán del equipo. Más tarde, Marcus viene a la casa de Jack sin previo aviso para pedir que se le permita volver al equipo y Jack finalmente se reintegra.
El equipo sigue teniendo éxito, y Jack comienza a conectarse con sus jugadores. Su bebida disminuye, y comienza a pasar más tiempo con su familia y amigos. Jack y Angela asisten a una fiesta de cumpleaños para David, hijo de su amigo Miguel. Se revela que Jack y Angela tenían un hijo, Michael, que murió de cáncer. David y Michael estaban juntos en el hospital; David está ahora en remisión.
Mientras protesta por una llamada de atención en un juego, Jack es expulsado, haciendo que el obispo Hayes pierda. Mientras conducía a casa, Jack revela a Brandon que su padre estaba descuidado, solo prestando atención a Jack cuando se descubrió su talento en el baloncesto. Como resultado, Jack rechazó una beca atlética completa al programa de baloncesto en la Universidad de Kansas, y no ha jugado baloncesto desde entonces.
Su último juego de la temporada es un reajuste con Memorial. Jack visita al padre de Brandon Russ en el trabajo, informándole que Brandon ha recibido atención de los reclutadores universitarios. Sin embargo, Russ, un jugador de baloncesto de la universidad, ha desalentado a su hijo de usar el baloncesto para ganar éxito.
En el juego, Mons. Hayes consigue montar una vuelta después de un inicio lento, culminando con Brandon haciendo el tiro ganador. Más tarde, Jack recibe una llamada de Angela, diciéndole que David ha sido hospitalizado. Al visitar, Jack y Angela escuchan a un médico informando a los padres de David que su cáncer ha vuelto. La vista de su dolor perturba a Jack, que sale del hospital y rápidamente comienza a beber de nuevo.
A la mañana siguiente, Jack llega a entrenar tarde y borracho; Dan informa al Padre Devine, quien luego despide a Jack, diciéndole que no puede confiar en él con el equipo y teme que tiene un problema serio con la bebida. Una noche, mientras conducía borracho con una mujer que se encontró en un bar, Jack termina golpeando a un coche estacionado. La mujer huye, diciéndole que entre en su casa por detrás, pero Jack entra en la casa equivocada y se enfrenta a sus ocupantes. Jack intenta irse antes de que llegue la policía, pero el enfrentamiento se vuelve físico, haciendo que sea empujado por los pasos de la casa y ser golpeado hasta quedar inconsciente.
Jack despierta en el hospital donde es atendido por Beth, quien exige que obtenga ayuda para su alcoholismo. Jack comienza a asistir a la terapia, y comienza a abrirse sobre la muerte de su hijo. Se reúne con Angela y se disculpa por sus errores pasados. El equipo Bishop Hayes dedica su primer juego de playoff a Jack; Brandon ve que su padre y sus hermanos están presentes. Mientras tanto, en una cancha exterior, Jack agarra una pelota y practica su tiro retomando el baloncesto.

## Producción
El 11 de junio de 2018, se anunció que el director Gavin O'Connor y el actor Ben Affleck iban a re-equipo en una película dramática de Warner Bros. titulada El Has-Been, guiado por Brad Ingelsalma sobre una ex estrella de baloncesto que ha perdido su esposa y fundación familiar debido a una adicción, e intenta recuperar su alma convirtiéndose en el entrenador de una escuela secundaria. El 26 de septiembre de 2018, se informó que el comediante Al Madrigal se había unido al elenco de la película, ahora conocida como Torrance, para jugar a Dan, un maestro de matemáticas de secundaria muy experimentado y el entrenador asistente de la escuela que cree en el carácter de Affleck después de que el entrenador principal se detiene. Los productores serían Jennifer Todd, Gordon Gray, Ravi Mehta y O'Connor. En octubre de 2018, Janina Gavankar se unió al elenco de la película. En noviembre de 2018, Brandon Wilson y Rachael Carpani se unieron al elenco de la película. En julio de 2019, se anunció que el título de la película era The Way Back. En agosto de 2019, se anunció que Rob Simonsen anotaría la película. Affleck habló sobre cómo la película actuó como una forma de terapia para él siguiendo sus propios stints con alcoholismo y rehabilitación.

### Filmación
La fotografía principal comenzó en octubre de 2018 alrededor del barrio de San Pedro y Long Beach de Los Ángeles. Gran parte de las tomas fueron filmadas en el gimnasio de la escuela secundaria Chaffey en Ontario, California.

## Estreno
La película estaba originalmente programada para ser lanzada el 18 de octubre de 2019. Sin embargo, en marzo de 2019, fue relegado varios meses al 6 de marzo de 2020.
El 19 de marzo, Warner Bros. Pictures anunció que la película estaría disponible digitalmente en Estados Unidos y Canadá a través de Premium VOD en 24 de marzo debido a los cierres de cines ocasionado por las restricciones de pandemia COVID-19. Esto fue solo dos semanas después del debut teatral de la película y antes del final del habitual ensayo teatral de 90 días. Otra película, Aves de presa distribuida por el estudio, también fue lanzada antes de lo esperado por la misma razón. La película fue lanzada en Blu-ray, y DVD el 19 de mayo de 2020.

## Recepción

### Taquilla
The Way Back recaudó $13,6 millones en los Estados Unidos y Canadá, y $1,1 millones en otros territorios, por un total mundial de $14,7 millones, contra un presupuesto de producción de $21–25 millones.
En Estados Unidos y Canadá, la película fue lanzada junto a Onward y la amplia expansión de Emma, y se proyectó que ascienda entre 7 y 10 millones de dólares de 2.718 teatros en su fin de semana de apertura. Hizo $2,6 millones en su primer día. La película comenzó a debutar a $8,5 millones, terminando tercero en la taquilla. La película cayó un 70% en su segundo fin de semana a 2,4 millones de dólares, finalizando el séptimo, en gran parte causado por la pandemia COVID-19 en Estados Unidos.

### Respuesta crítica
Sobre el agregado de revisión de The Way Back Rotten Tomatoes, tiene una calificación de aprobación de 84% basada en 215 opiniones, con una calificación promedio de 6.8/10. El consenso de los críticos del sitio web dice: "El tratamiento frustrante de The Way Back de una historia formulada a menudo es superado por el trabajo sobresaliente de Ben Affleck en el papel central". En Metacritic, la película tiene un promedio ponderado de 66 de 100, basado en 40 críticos, indicando "revisiones generalmente favorables". Las audiencias que dio CinemaScore a la película un grado promedio de "B+" en una escala A+ a F, y PostTrak informó que recibió un promedio 3.5 de 5 estrellas de los espectadores que encuestaron, con 54% diciendo que definitivamente lo recomendarían.
Todd McCarthy de The Hollywood Reporter escribió: "Affleck da la impresión de familiaridad íntima con la angustia y el autoasco que dominan la vida de Jack; este personaje y proyecto significó claramente algo importante para él, como el título sugiere abiertamente, y le da todo sin exagerar el melodrama". Owen Gleiberman de Variedad dijo que "Ben Affleck es convincente en un drama de adicción y redención que juega con su propia odisea tabloide. Pero la versión tabloide fue mejor".